# Madonna Solly
La Madonna Solly (Madonna leggente col Bambino) è un dipinto a olio su tavola (52x38 cm) di Raffaello Sanzio, databile tra il 1500 e il 1504 e conservato nella Gemäldegalerie di Berlino. 

## Storia
L'opera faceva parte della collezione del banchiere inglese Edward Solly, che nel 1821 la cedette al Kaiser Friedrich Museum. 
L'attribuzione a Raffaello è indiscussa ed è una delle opere che aprono la serie di Madonne dell'artista. Sulla datazione c'è qualche disaccordo tra gli studiosi, pur riferendola al periodo giovanile prima del soggiorno fiorentino: 1500-01 per Gamba e Fischel, 1502 per Gronau, 1502-03 per Adolfo Venturi, 1503-04 per Pittalunga.

## Descrizione e stile
Maria è raffigurata a metà figura col Bambino in grembo, mentre con la destra tiene un libriccino a cui rivolge le sue attenzioni. Anche il Bambino fa per sbirciare (il libro simboleggia le Sacre Scritture che annunciano il destino tragico di Cristo), mentre tiene legato a un filo rosso un cardellino, simbolo della Passione. Lo sfondo è un paesaggio di colline che si perdono in lontananza punteggiate da alberelli.
Sebbene la composizione e le fisionomie dei protagonisti rimandino strettamente ai modelli di Perugino, interpretato però con austera semplicità, la cromia rivela quello splendore e quella profondità di chiaroscuro imputabile a Raffaello giovane.